# Aïn Abid
Aïn Abid è un comune dell'Algeria, situato nella provincia di Costantina.